# Dryobotodes carbonis
Dryobotodes carbonis là một loài bướm đêm trong họ Noctuidae.